# El hombre del carrito
El hombre del carrito (en japonés, 無法松の一生 Muhōmatsu no isshō) es una película japonesa en color, dirigida en 1958 por Hiroshi Inagaki, la cual es un remake de la película del mismo título rodada por el mismo director en 1943.

## Argumento
Japón, 1905. Matsugoro es un conductor de un carro, de temperamento optimista, lo que le hace ser apreciado por los habitantes de la ciudad. Un día, Matsugoro socorre a un niño herido, Toshio. Los padres, Kotaro y Yoshioko, alquilan sus servicios para llevarlo al médico. Matsugoro coge cariño a esta familia. Cuando el padre de Toshio muere, Matsugoro se convierte casi en un padre adoptivo del chico, al que ayuda a criar. En secreto se enamora de Yoshioko, pero es consciente de que hay una diferencia de clase entre ellos. Matsugoro cree que para ella y su hijo no será más que un conductor de ricos.

## Reparto
- Toshiro Mifune - Matsugoro
- Hideko Takamine - Yoshiko Yoshioka
- Hiroshi Akutagawa - Capt. Kotaro Yoshioka
- Chishū Ryū - Shigezo Yuki
- Choko Iida - Otora
- Haruo Tanaka - Kumakichi
- Jun Tatara - Empleado del teatro
- Kenji Kasahara - Toshio Yoshioka
- Dump Matsumoto - Jove Toshio
- Nobuo Nakamura - Hermano de Yoshiko
- Ichirō Arishima - Venedor ambulante
- Chieko Nakakita - Cuñada de Yoshiko
- Seiji Miyaguchi - Maestro
- Bokuzen Hidari

## Premios y distinciones
Festival Internacional de Cine de Venecia
| Año  | Categoría   | Galardonado     | Resultado |
| ---- | ----------- | --------------- | --------- |
| 1958 | León de Oro | Hiroshi Inagaki | Ganador   |